# Marian Wojtczak
Marian Wojtczak (ur. 18 stycznia 1916 w Łodzi, zm. 26 października 1980 tamże) – polski aktor teatralny i filmowy.

## Życiorys
Występował w następujących teatrach:
- Powszechnym w Łodzi
- im. Stefana Żeromskiego w Kielcach
- im. Stefana Jaracza w Łodzi

## Filmografia
- 1950: Dwie brygady – Kępa, sekretarz POP
- 1953: Domek z kart
- 1954: Kariera – chorąży Wiśniewski, deszyfrant UB
- 1960: Krzyżacy – karczmarz
- 1961: Czas przeszły – Knabe, kierowca von Steinhagena
- 1961: Historia żółtej ciżemki
- 1961: Złoto – szofer
- 1962: O dwóch takich, co ukradli księżyc – kapitan zbójców
- 1963: Kryptonim Nektar
- 1964: Panienka z okienka
- 1965: Kapitan Sowa na tropie – dozorca w Zamku w Magierowie, ojciec Zosi (odc. 5)
- 1965: Niedziela sprawiedliwości – Marian, gość Markowskiego
- 1965: Popioły
- 1965: Święta wojna
- 1966: Bariera
- 1966: Bicz Boży
- 1966: Bokser – mężczyzna świętujący sukces Tolka w jego rodzinnej miejscowości
- 1966: Don Gabriel
- 1966: Piekło i niebo
- 1967: Człowiek, który zdemoralizował Hadleyburg – szeryf Cooligen
- 1967: Pieczona gęś – maszynista
- 1967: Stajnia na Salvatorze – agent gestapo kontaktujący się z Zygą
- 1969: Czerwone i złote – Siekierka
- 1969: Jak rozpętałem drugą wojnę światową
- 1969: Ostatni świadek – przewodniczący rady narodowej
- 1970: Legenda
- 1971: Brylanty pani Zuzy – Turek
- 1971: Obcy w lesie
- 1972: Chłopi
- 1973: Chłopi
- 1973: Ciemna rzeka – Józef Stankiewicz, wuj Zenka
- 1974: Czarne chmury – Józef
- 1974: Siedem stron świata – dozorca na budowie (odc. 3)
- 1977: Pokój z widokiem na morze – człowiek przed wieżowcem
- 1979: Zerwane cumy – partyzant
- 1981: Jan Serce – kuracjusz w sanatorium (odc. 10)